# Leioproctus monticola
Leioproctus monticola är en biart som först beskrevs av Cockerell 1925.  Leioproctus monticola ingår i släktet Leioproctus och familjen korttungebin. Inga underarter finns listade i Catalogue of Life.